# Neil Feyaerts
Neil Feyaerts is een personage uit de Vlaamse soap Thuis. Feyaert speelde mee in seizoen 1 en seizoen 2 en werd gespeeld door Gert Lahousse.

## Biografie
Neil is het vriendje van Bianca, maar ze maakt het uit wanneer ze ontdekt dat hij een drugsdealer is. Neil pikt dit niet en verkracht haar. Hij wordt hiervoor opgepakt en belandt de gevangenis in, waar hij Frank, de vader van Bianca, tegenkomt.
Maar Neil komt vrij en verkracht Bianca een tweede keer. Dit keer wordt hij betrapt door Jenny, die hem de schedel inslaat met de zware sokkel van een trofee die Lou Swertvaeghers won bij een wedstrijd paardrijden. Frank, Jenny en Bianca begraven hem in de stallen van Ter Smissen. Maar later wordt hij teruggevonden en moet het drietal voor de rechter verschijnen. Ze worden vrijgesproken.

## Trivia
- Gert Lahousse speelde in 2008 een nieuwe rol in Thuis: Rudy de Moor. Dit was echter slechts een gastrol van enkele afleveringen.